# Роспонд, Станислав (епископ)
Стани́слав Ро́спонд (пол. Stanisław Rospond , 30 сентября 1877 года, Лишки, Малопольское воеводство, Польша — 4 февраля 1958 года, Краков, Польша) — католический прелат, ректор краковской Высшей духовной семинарии с 1920 года по 1927 год, вспомогательный епископ архиепархии Кракова с 25 марта 1927 года по 4 февраля 1958 года, дядя польского лингвиста Станислава Роспонда.

## Биография
В 1897 год Станислав Роспонд вступил в краковской семинарии. Обучался также в Ягеллонском университете. С 1898 года обучался в Инсбруке, где в 1904 году получил научную степень доктора богословия. 10 августа 1901 года был рукоположён в священника. С 1904 по 1905 год служил викарием в кафедральном соборе в Вадовицах. С 1905 по 1920 год работал в гимназии святой Анны в Кракове. С 1909 года был ректором краковской начальной семинарии. В 1930 году был назначен ректором краковской высшей духовной семинарии.
25 марта 1927 года Римский папа Пий XI назначил Станислава Роспонда титулярным епископом Дардануса и вспомогательным епископом краковской архиепархии. 12 июня 1927 года состоялось рукоположение Станислава Роспонда в епископа, которое совершил краковский архиепископ Адам Стефан Сапега в сослужении с епископом Тарнува Леоном Валенгой и титулярным епископом Агбии и вспомогательным епископом Луцка, Житомира и Каменец-Подольского Михалом Годлевским.
В 1953 году был арестован коммунистическими властями и содержался под домашним арестом в Ченстохове.
Скончался 4 февраля 1958 года и был похоронен на приходском кладбище в родном селе Лишки.